# Piccadilly
Piccadilly é uma marca brasileira de calçados femininos que pertence à empresa A. Grings S.A, fundada em 1955 na cidade de Igrejinha, Rio Grande do Sul, por Almiro Grings.
Presente no mercado há mais de 67 anos, a PICCADILLY COMPANY é uma das maiores empresas do Brasil no setor calçadista feminino, com produtos em mais de 14 mil pontos de vendas no país, incluindo franquias, lojas exclusivas e multimarcas. Com 30 mil pares de calçados produzidos por dia e 6 milhões por ano, a marca tem o propósito de encorajar a mulher na sua caminhada.
Sempre atenta ao impacto que pode causar no meio ambiente, a empresa investe constantemente em iniciativas sustentáveis que fizeram com que a marca recebesse o Selo Ouro no Programa Origem Sustentável em 2019. Líder no desenvolvimento e criação de tecnologias e diferenciais de conforto, a PICCADILLY COMPANY está presente em mais 100 países com 7 mil pontos de vendas no exterior, e conta hoje com 2 unidades fabris, em Teutônia e Rolante, todas no Rio Grande do Sul. São cerca de 1,7 mil colaboradores focados em oferecer qualidade, conforto, moda e bem-estar para suas consumidoras.
A empresa de calçados Piccadilly fechou a fábrica de Santo Antônio da Patrulha, no Litoral Norte, e encerrou as atividades no setor de costura da matriz, localizada em Igrejinha, no Vale do Sinos, na manhã de 27 de abril de 2020. Ao todo, foram mais de 400 funcionários dispensados devido ao impacto na economia causado pela pandemia do novo coronavírus.

Em abril de 2022 a empresa foi certificada pela DNV com o Selo Diamante, nível máximo no Programa Origem Sustentável, reforçando seu compromisso em ter as melhores práticas sustentáveis do mercado.
Em ação conjunta com outras empresas calçadistas brasileiras liderada pela Associação Brasileira das Industrias de Calçados (Abicalçados) a PICCADILLY COMPANY doou pares de calçados para refugiados ucranianos, via um centro humanitário em Przemysl na fronteira com a Polônia.